# Інфекція, яку спричинює герпесвірус людини 8-го типу
Інфе́кція, яку спричи́нює герпесві́рус люди́ни 8-го ти́пу — інфекційне захворювання, яке породжує герпесвірус людини 8-го типу (ГВЛ-8). Частим є перебіг у вигляді безсимптомної персистенції, однак ГВЛ-8 іноді зумовлює розвиток саркоми Капоші, рідше первинної лімфоми порожнин тіла (англ. Primary effusion lymphoma, body cavity lymphoma) і мультицентровий варіант хвороби Каслмена (англ. Castleman disease). Не виключається участь цього вірусу у низці інших хвороб, хоча у більшості з них причинний зв'язок з ГВЛ-8 поки не підтверджений. Одне з таких захворювань — множинна мієлома, так як було виявлено, що ГВЛ-8 спричинює розмноження заражених ним плазматичних клітин. Інші асоціації включають саркоїдоз, шкірну T-клітинну лімфому, базальну і плоскоклітинну карциному. Є повідомлення про те, що ГВЛ-8 може зумовлювати афебрільні (безгарячкові) захворювання, які супроводжуються лімфаденопатією, анемією, тромбоцитопенією, гепатитом у імунологічно скомпрометованих хворих.

## Історія дослідження

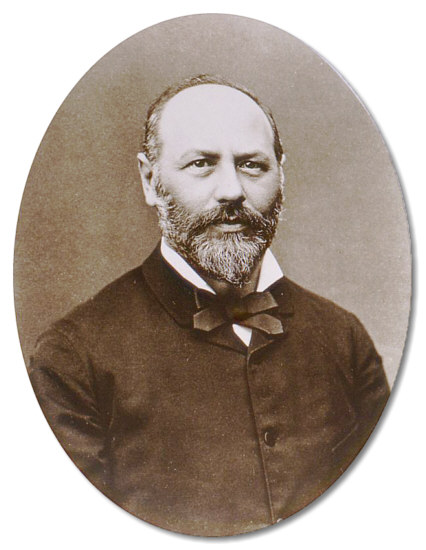
Моріц Капоші — першовідкривач даного виду саркоми.

Поштовхом до досліджень вірусу явилися певні наукові припущення, які були зроблені під час вивчення перебігу саркоми Капоші. У 1872 році дерматолог угорського походження Моріц Капоші (Австро-Угорська імперія) вперше описав агресивну пігментовану ідіопатичну саркому шкіри, яка зараз відома як саркома Капоші. Тривалий час її вважали незвичайною пухлиною, яка виникає в середземноморського населення і осіб східноєвропейського походження, поки не стало ясно, що вона насправді досить поширена по всій Африці на південь від Сахари. Це привело до припущення, що ця пухлина може бути спричинена вірусом. З появою пандемії ВІЛ-інфекції на початку 1980-х, сталося раптове вибухоподібне підвищення захворюваності на саркому Капоші у чоловіків, які практикують секс із чоловіками та бісексуальних хворих на ВІЛ-інфекцію. Ретельний аналіз епідеміологічних даних дав можливість групі американських епідеміологів лікарям з Центрів по контролю за захворюваннями (CDC) США на чолі з В. Берал зробити припущення, що саркома Капоші зумовлена невідомим вірусом, який передається статевим шляхом. Він рідко спричинює пухлину у імунокомпетентних осіб, але з появою імунодефіциту саркоматоз швидко проявляється. А в 1994 р. американка тайванського походження, вірусолог та патолог Ю. Чжан разом з своїм чоловіком, епідеміологом та вірусологом П. Муром в 1994 р. підтвердили це припущення, відкривши невідомий до цього герпесвірус людини, чітко пов'язаний з саркомою Капоші. Вони ідентифікували два нових фрагмента ДНК, отриманих з пухлинної тканини, які були гомологічні γ-герпесвірусу, який нині класифікований як герпесвірус людини 8-го типу (ГВЛ-8). В 1954-56 рр. американський патолог Бенджамін Каслмен описав гігантську гіперплазію лімфатичних вузлів, яку потім назвали хворобою Каслмена. Після відкриття ГВЛ-8 виявили, що варіант цієї хвороби (англ. HHV-8-associated Multicentric Castleman disease) спричинює саме цей вірус. В 1995 р. також було виявлено, що одним з чинників виникнення так званих лімфом порожнин тіла є ГВЛ-8.

## Етіологія
ГВЛ-8 (HHV-8, ще одна назва, яка циркулює у медичній літературі — СКАГВ — асоційований з саркомою Капоші герпесвірус) належить до роду Rhadinovirus, підродини Gammaherpesvirinae, родини Herpesviridae. Він є одним з 7 відомих на даний момент доказаних онкогенних вірусів. ГВЛ-8 містить велику дволанцюжкову ДНК. Має геном, який складається з 165 тисяч триплетів нуклеїнових кислот. Вірус має численні гени, зокрема які кодують ферментзв'язуючий білок, інтерлейкін IL-6, інтерферон, білки синтезу ДНК дигідрофолатредуктази, тимідинкінази, тимідилат синтетази, ДНК-полімерази та багато інших. Жоден відомий інший онкогенний вірус людини не містить такого набору генів.
Детальніші відомості з цієї теми ви можете знайти в статті Герпесвіруси.

## Епідеміологічні особливості

### Джерело і резервуар інфекції
Джерелом і резервуаром є людина.

### Механізми і фактори передачі
Передача ГВЛ-8 може відбувається різними шляхами, але переважає статевий шлях передачі, а також через слину. Це підтверджується виявленням вірусу у відповідних секретах, а також у лімфоцитах периферичної крові. В Африці, де існує ендемічна форма саркоми Капоші, інфікування ГВЛ-8 відбувається зазвичай в дитинстві нестатевим шляхом, відносно високий рівень інфікування в період становлення сексуальної активності. Перинатальний шлях передачі відзначено у країнах Африки, на острові Сардинія.
Виявлено варіації ГВЛ-8-інфекції, пов'язані з географічними і соціоекономічними факторами.

### Сприйнятливість
Сероепідеміологічні дослідження демонструють високі рівні захворюваності саркомою Капоші в країнах Африки, особливо Центральної, низькі — в США, Японії та в деяких північних європейських країнах, середні — в більшості середземноморських країн. Раніше саркома Капоші була рідкісною патологією, її частота складала менше 0,06 на 100 тис. переважно літніх людей, поки не появилася епідемія ВІЛ-інфекції. Натепер частота виникнення саркоми Капоші у ВІЛ-інфікованих гомосексуальних чоловіків складає 15-20 %. Захворюваність на ГВЛ-8-асоційований мультицентровий варіант хвороби Каслмена і первинну лімфому порожнин тіла всюди незначна.

## Патогенез

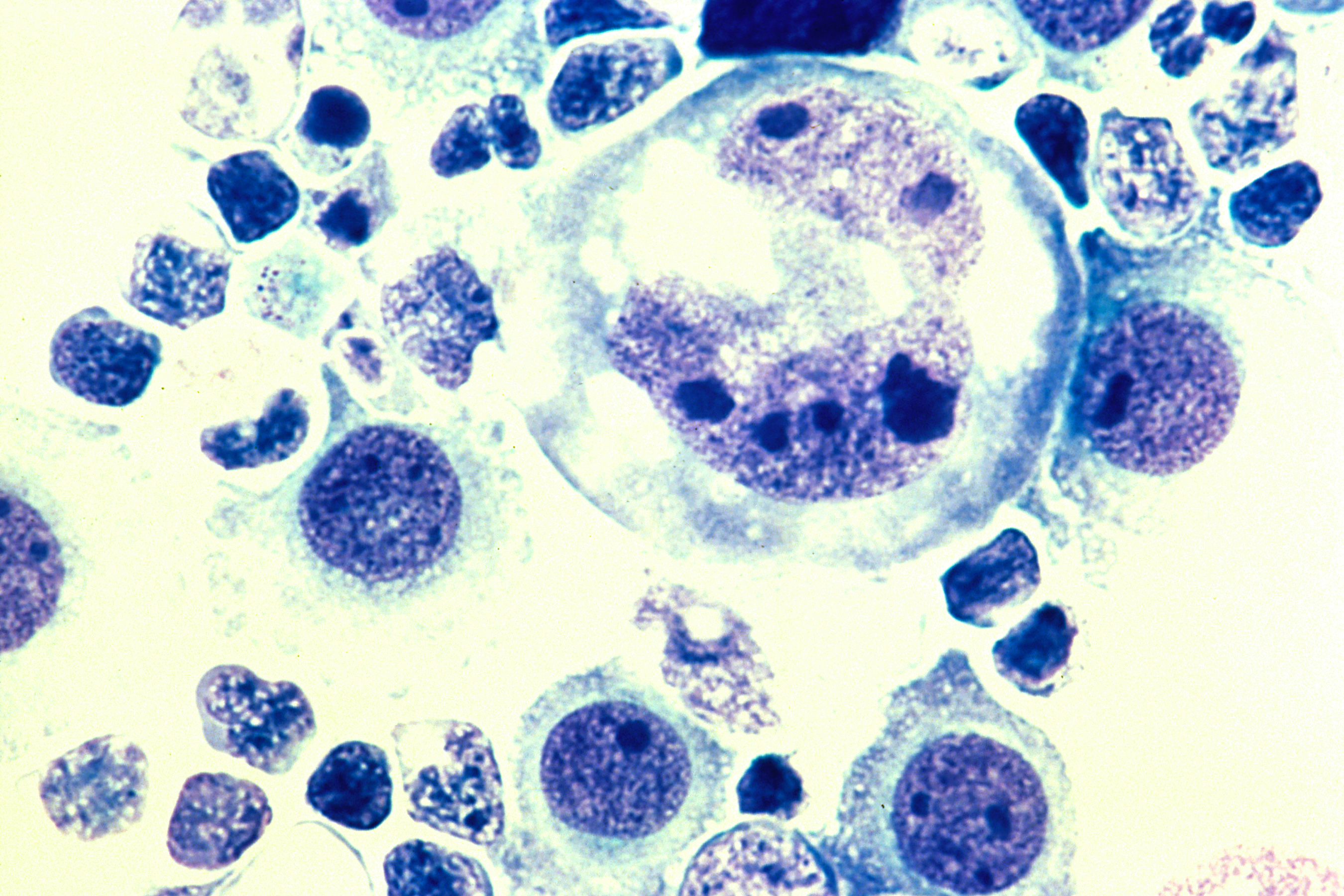
Клітини лімфоми плевральної порожнини у плевральному ексудаті при мікроскопічному дослідженні (забарвлення, збільшення у 400 разів.).

Надлишкове вивільнення цитокінів, особливо IL-6, є ведучим патогенетичним механізмом розвитку уражень при інфекції, яку спричинює ГВЛ-8. Сам вірус проявлає плазмобластичні, приховані у здорової людини, властивості лімфатичних вузлів — при їх роздратуванні ГВЛ-8 досить швидко стартує канцерогенез. У більшості випадків ВГЛ-8-асоційованого мультицентрового варіанту хвороби Каслмена, саркоми Капоші присутнім в організмі є ВІЛ, який знижує імунітет і дає змогу реалізуватися канцероматозним потенціалам ГВЛ-8. Пошкодження лімфатичних вузлів і дисфункції органів при хворобі Каслмена спричинені гіперсекрецією цитокінів, хоча деякі пацієнти мають нормальний рівень IL-6, при тому є в них залізодефіцитна микроцитарна анемія. В них немає ГВЛ-8, скоріше за все цей ідіопатичний безвірусний варіант хвороби Каслмена виникає через соматичні мутації. При ГВЛ-8-асоційованому варіанті виникає ангіофолікулярна гіперплазія лімфовузлів (лімфоїдна гамартома).
Детальніші відомості з цієї теми ви можете знайти в статті Саркома Капоші.

## Клінічні прояви

### Класифікація
У МКХ-10 немає окремого коду для шифрування цієї хвороби. Можливе класифікування ГВЛ-8-інфекції до «Інших вірусних хвороб, некласифікованих в інших рубриках» (В33). У розділі II «Неоплазми» виділяють блок «Саркома Капоші» (С46), в якому вирізняють додатково різні її локалізації. Первинна лімфома порожнин тіла класифікується у «Інші нефолікулярні лімфоми» (С83.8). Хвороба Каслмена класифікується до «Неуточненого збільшення лімфатичних вузлів» (R59.9).

### Первинна інфекція
У імунокомпетентних дітей рідко зустрічається в регіонах з низькою поширеністю ГВЛ-8 серед дорослих. Первинна інфекція перебігає зазвичай безсимптомно. Однак описана така клінічна форма первинної інфекції у здорових дітей, яка перебігає у вигляді гострого захворювання з гарячкою, макуло-папульозним висипом, фарингітом. Як вважають, це є результатом сильної імунної відповіді на ГВЛ-8.

### Маніфестація у дорослих
Однак ГВЛ-8 виявляється насамперед у хворих на саркому Капоші, при лімфомах порожнин тіла, мультіцентровому варіанті хвороби Каслмена, пов'язаному с ГВЛ-8, і при ушкодженнях шкіри реципієнтів трансплантатів.

#### Саркома Капоші
Детальніші відомості з цієї теми ви можете знайти в статті Саркома Капоші.

#### Лімфоми порожнин тіла
При лімфомах порожнин тіла відбувається розвиток лімфатичної пухлини з В-лімфоцитів у просвіті плеври або перикарду. Окрім ГВЛ-8 у таких хворих виділяють часто ще ГВЛ-4 та ВІЛ.

#### Мультицентровий варіант хвороби Каслмена, пов'язаний з ГВЛ-8
При цьому виникає інтенсивне запалення, генералізована лімфаденопатія, гепатоспленомегалія, накопичення рідини у порожнинах аж до анасарки, з наявністю плеврального випоту, асциту, в подальшому, з наростанням поліорганної недостатності і смертю захворілого. Найчастішими симптомами є гарячка, нічні поти, втрата апетиту, ваги. Гострі прояви можуть нагадувати вірусні захворювання, автоімунні хвороби, гематологічні злоякісні новоутворення і, навіть, сепсис.

## Діагностика

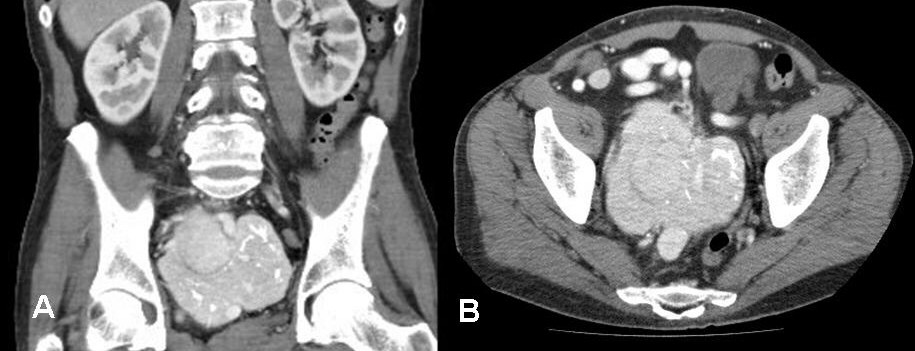
Ураження внутрішніх органів при хворобі Каслмена (рентгенівська комп'ютерна томографія).

Для діагностики ГВЛ-8-інфекції переважно використовують серологічні дослідження і ПЛР. ДНК вірусу може бути виявлене в тканині саркоми Капоші, в мононуклеарах периферичної крові. Для виявлення антитіл проти антигенів ВГЛ-8 розроблені різні серологічні методи, перш за все ІФА, імуноблотинг, . Деякі сироватки від здорових людей містять антитіла, які перехресно реагують з антигенами ГВЛ-4 і можуть привести до хибнопозитивних результатів. При діагностиці також використовують інструментальні методи дослідження (КТ, МРТ тощо), біопсію лімфатичних вузлів. Біоптат має бути перевірений на латентно зв'язаний ядерний антиген ГВЛ-8 (LANA) імуногістохімічним методом або на ДНК вірусу в ПЛР.

## Лікування
Детальніші відомості з цієї теми ви можете знайти в статті Саркома Капоші.
На сьогодні немає всесвітньостандартизованої терапії для лікування мультіцентрового варіанту хвороби Каслмена, пов'язаного з ГВЛ-8. Методи лікування міняються залежно від активності ГВЛ-8 на момент початку терапії, тому важливо є визначення кількісного вірусного навантаження в ПЛР. Для лікування цього варіанту рекомендують ритуксимаб, ганцикловір та хіміотерапію. Через те, що часто хвороба перебігає спільно з ВІЛ-інфекцією, то є необхідність проводити атиретровірусну терапію, притаманну для лікування ВІЛ-інфекції. особливо на стадії СНІДу.
Лімфоми порожнин тіла надзвичайно стійки до хіміотерапії та часто призводять до смерті. Сиролімус був запропонований як варіант лікування в цій ситуації.[джерело?]